# Patrick Pothuizen
Patrick Pothuizen (Culemborg, 15 maggio 1972) è un allenatore di calcio ed ex calciatore olandese, di ruolo difensore, tecnico dell'Astrantia SV e delle giovanili del De Treffers.

## Carriera

### Giocatore

#### Vitesse
Nato a Culemborg, Pothuizen inizia a giocare a calcio nel Vriendenschaar, prima di passare a 20 anni al Vitesse, con cui debutta in prima squadra il 21 febbraio 1993 nella gara di campionato vinta 1-0 in casa del Groninga. Il 3 ottobre 1993 segna la sua prima rete da professionista nel 2-2 contro l'Utrecht e tre giorni dopo si ripete marcando il gol del provvisorio vantaggio del Vitesse nella sconfitta per 1-2 in casa del VVV-Venlo.

#### N.E.C.
Dopo un breve prestito al Dordrecht, nel 1994 Pothuizen viene acquistato dal N.E.C., neopromosso in massima serie olandese. Il 28 agosto 1994 gioca il suo primo incontro con i nuovi colori nella prima giornata dell'Eredivisie 1994-1995 (sconfitta casalinga per 2-3 contro l'Utrecht), mentre nella giornata successiva, tre giorni più tardi, va a segno per la prima volta con la sua nuova squadra, siglando il gol vittoria nel successo per 2-1 in casa del Maastricht.
Terminato il campionato 1994-95 al 15º piazzamento, dopo altre due salvezze raggiunte in extremis, il N.E.C. conclude l'Eredivisie 1997-1998 con un buon ottavo posto. A partire da questa stagione Pothuizen, da esterno d'attacco, indietreggerà la sua posizione sulla mediana, fino a definirsi come centrale di difesa.
Il 25 aprile 1999 scende in campo per la prima volta con la fascia da capitano, in occasione dell'incontro casalingo di campionato vinto 3-1 contro il Vitesse, peraltro sua ex squadra. In seguito trascorre un'altra annata al N.E.C., prima di lasciare Nimega nel 2000 dopo aver disputato in sei anni 178 incontri e aver segnato 14 reti in campionato.

#### Twente
Dopo un fugace ritorno al Vitesse all'inizio della stagione 2000-2001, nel gennaio 2001 passa al Twente con cui conquista la Coppa d'Olanda 2001, suo primo e unico trofeo in carriera, vinta ai rigori in finale contro il PSV.
Il 25 agosto 2001 marca la prima rete col Twente nella sfida casalinga vinta 3-0 contro il Roda, mentre il 27 settembre 2001 è capitano nel primo turno di Coppa UEFA contro il Polonia Varsavia (vittoria degli olandesi per 2-0). Disputa ad Enschede altre due stagioni fino al 2004, totalizzando 100 presenze in Eredivisie.

#### Ritorno al N.E.C.
Nel 2004 fa ritorno a Nimega, dove disputa col N.E.C. altri sei campionati di Eredivisie.
Detiene il record di cartellini gialli nel massimo campionato olandese. La riuscita di questo singolare primato è tuttavia controversa: durante l'ultima partita dell'Eredivisie 2009-2010 contro l'Ajax (persa 1-4), il difensore stoppa infatti volontariamente con la mano un traversone per Luis Suárez lanciato a rete e viene per questo ammonito dall'arbitro. Ricevuta la sanzione, Pothuizen alza la divisa per mostrare una maglietta bianca con scritto "84", numero del record di ammonizioni effettivamente battuto dal giocatore.
Con 300 partite totali, Pothuizen è poi il terzo giocatore con più presenze nella storia del N.E.C.

#### De Treffers
Tra il 2010 e il 2012 milita nei dilettanti del De Treffers, mentre nel 2014 a 42 anni chiude la carriera nel calcio giocato al DIO '30.

### Allenatore
Attaccati gli scarpini al chiodo, Pothuizen diventa assistente allenatore delle giovanili e della prima squadra del N.E.C., per poi allenare l'Astrantia nel 2019. Dal 2022 è il tecnico dell'Achilles '29, club di seconda divisione olandese.

## Palmarès

### Giocatore

#### Competizioni nazionali
- Coppa dei Paesi Bassi: 1

Twente: 2000-2001